# Rhabdodendraceae
Rhabdodendraceae es una familia de plantas de fanerógamas del orden Caryophyllales. Tiene  un único género, Rhabdodendron Gilg & Pilg. con 10 especies.

## Especies
- Rhabdodendron amazonicum
- Rhobdodendron ariramlae
- Rhabdodendron columnae
- Rhabdodendron crassipes

- Datos: Q13615614
- Multimedia: Rhabdodendraceae / Q13615614
- Especies: Rhabdodendron